# Николаевка (Хорольский район)
Николаевка (укр. Миколаївка) — село,
Ялосовецкий сельский совет,
Хорольский район,
Полтавская область,
Украина.
Код КОАТУУ — 5324888211. Население по переписи 2001 года составляло 58 человек.

## Географическое положение
Село Николаевка находится на правом берегу реки Холодная,
выше по течению на расстоянии в 0,5 км расположено село Бригадировка,
ниже по течению на расстоянии в 1,5 км расположено село Середино (Семёновский район).
На реке несколько запруд.

## История
Село указано на трехверстовке Полтавской области. Военно-топографическая карта.1869 года как хутор Чевельча